# トレイシー・ハリス・パターソン
トレイシー・ハリス・パターソン（Tracy Harris Patterson、1964年12月26日 - ）は、アメリカ合衆国の男性プロボクサー。アラバマ州グラディ出身。元WBC世界スーパーバンタム級王者。元IBF世界スーパーフェザー級王者。世界2階級制覇王者。養父は元世界ヘビー級王者フロイド・パターソン。

## 来歴
パターソンはアマチュア時代にゴールデングローブのバンタム級で優勝を飾ったことがある。
1985年6月19日、パターソンはプロデビューを果たし4回判定勝ちで白星でデビューを飾った。
1987年10月7日、ネバダ州ラスベガスで世界ランカーのジェフ・フランクリンと対戦し10回判定負けでプロ初黒星を喫した。
1989年5月14日、スティーブ・クルスと対戦し優位に進めたかに見えたが8回にダウンを奪われ10回1-2の判定負け。
1990年2月8日、NABF北米スーパーバンタム級王座決定戦をジョージ・ガルシアと行い、8回1分55秒KO勝ちで王座獲得に成功した。
1990年4月19日、元WBO世界スーパーバンタム級王者ケニー・ミッチェルと対戦し8回TKO勝ちで初防衛に成功した。
1992年6月23日、世界初挑戦。WBC世界スーパーバンタム級王者ティリー・ヤコブと対戦し初回と2回にダウンを奪い最後はレフェリーストップ。2回50秒TKO勝ちで王座獲得に成功した。
1992年12月5日、フランスでダニエル・ザラゴザと対戦し12回1-1の三者三様の引き分けに終わり初防衛に成功した。
1993年3月13日、ニューヨークのマクカン・レクレーション・センターでヘスス・ベナビデスと対戦し12回3-0の判定勝ちで2度目の防衛に成功した。
1993年9月25日、ダニエル・ザラゴザと再戦し7回2分7秒TKO勝ちで3度目の防衛に成功した。
1994年4月9日、リチャード・デュランと対戦し12回3-0の判定勝ちで4度目の防衛に成功した。
1994年8月26日、ニュージャージー州アトランティックシティのバリーズ・パーク・パレス・ホテル・カジノでエクトール・サンチェスと対戦し12回1-2の判定負けで5度目の防衛に失敗し王座から陥落した。
1995年7月9日、IBF世界スーパーフェザー級王者エディ・ホプソンと対戦し2回に4度ダウンを奪い、そのままストップ。2回1分37秒TKO勝ちで飛び級での2階級制覇を達成した。
1995年12月15日、マディソン・スクエア・ガーデンでアルツロ・ガッティと対戦し12回0-3の判定負けで初防衛に失敗し王座から陥落した。
1997年2月22日、アルツロ・ガッティとリマッチを行い12回0-3の判定負けで2か月振りの王座返り咲きに失敗した。
1998年7月11日、テキサス州サンアントニオアラモドームでIBA世界スーパーフェザー級王者グレゴリオ・バルガスと対戦し自身初のKO負けとなる6回1分6秒TKO負けで王座獲得に失敗した。
1999年11月12日、オーリンズで後の世界2階級制覇王者ジュニア・ジョーンズと対戦し10回0-2の判定負け。
2000年4月29日、後のWBO世界フェザー級王者スコット・ハリソンと対戦し10回0-3の判定負け。
2001年9月19日、デラウェア州でマイク・テドリーネ・エルと対戦し4回負傷引き分けを最後に現役を引退した。

## 獲得タイトル
- NABF北米スーパーバンタム級王座
- WBC世界スーパーバンタム級王者（防衛4度）
- IBF世界スーパーフェザー級王者（防衛0度）